# Philobdella gracilis
Philobdella gracilis är en ringmaskart som beskrevs av Moore 1901. Philobdella gracilis ingår i släktet Philobdella och familjen käkiglar. Inga underarter finns listade i Catalogue of Life.